# Enki Bilal
Enki Bilal (batizado como Enes Bilalović) é um cineasta, desenhista e roteirista de histórias em quadrinhos francês.
Nasceu em Belgrado, Sérvia (antiga Iugoslávia), em 7 de outubro de 1951, e mudou-se para Paris com nove anos de idade. Aos 14, conhece René Goscinny, e encorajado resolve se tornar desenhista de quadrinhos. Começa a trabalhar na revista Pilote, e publica sua primeira história, Le Bol Maudit, em 1972.
A partir de 1975, começou a colaborar com o roteirista Pierre Christin numa  série de histórias, de teor surreal e sombrio, às vezes enveredando pela ficção científica.

## Álbuns

### Publicados em Portugal
- Memórias de além espaço - Meribérica/Liber, 1990, Colecção Lendas da Actualidade
- A feira dos Imortais - Meribérica/Liber, 1991
- A Mulher Armadilha - Meribérica/Liber, 1991. Esta edição traz em separata uma pseudo-edição de 14 de Outubro de 1993 do jornal Libération, em que as notícias desse dia se misturam com as do mesmo dia, mas do ano 2025.

Com Christin:
- O Cruzeiro dos Esquecidos - Meribérica/Liber, 1990, Colecção Lendas da Actualidade
- A Caçada - Meribérica/Liber, 1987, Colecção Lendas da Actualidade
- O Navio de Pedra - Meribérica/Liber, 1990, Colecção Lendas da Actualidade
- As Falanges da Ordem Negra - Meribérica/Liber, 1990, Colecção Lendas da Actualidade
- A Cidade que não existia - Meribérica/Liber, 1993

Com Dionnet:
- Exterminador 17 - Meribérica/Liber, 1989